# Pilaria imbecilla imbecilla
Pilaria imbecilla là một phân loài ruồi của loài Pilaria imbecilla trong họ Limoniidae. Chúng phân bố ở miền Tân bắc.